# Erika Voigt
Erika Augusta Voigt (født  Eriksen 28. november 1898 i Randers, død 29. maj 1952 i København) var en dansk skuespillerinde og sangerinde.
Voigt debuterede som koncertsangerinde i Randers, blev herefter revyskuespillerinde i provinsen og kom i midten af 1930'erne til København. Hun medvirkede i en lang række revyer, bl.a. på Apollo Teatret 1941-1945 og herefter ved ABC-revyerne og på Dagmarteatret. Her sang hun viser med en helt særlig og tydelig diktion der bragte hende på niveau med Liva Weel, men hun nød aldrig samme popularitet.
Erika Voigt var gift tre gange, bl.a. med solodanser ved Det kgl. Teater Hans Brenaa. Hun var mor til balletdanser og instruktør Jens Brenaa.

## Udvalgt filmografi
- De bør forelske Dem – 1935
- Bag Københavns kulisser – 1935
- Panserbasse – 1936
- Sjette trækning – 1936
- Mille, Marie og mig – 1937
- En fuldendt gentleman – 1937
- Der var engang en vicevært – 1937
- Den mandlige husassistent – 1938
- De tre, måske fire – 1939
- Familien Olsen – 1940
- Peter Andersen – 1941
- Alle går rundt og forelsker sig – 1941
- Tyrannens fald – 1942
- Lykken kommer – 1942
- Lev livet let – 1944
- Op med lille Martha – 1946
- Den stjålne minister – 1949
- Bag de røde porte – 1951
- Det gamle guld – 1951
- Hold fingrene fra mor – 1951
- Fodboldpræsten – 1951